# Międzynarodowy Mistrzowski Konkurs Pianistyczny im. Artura Rubinsteina
Międzynarodowy Mistrzowski Konkurs Pianistyczny im. Artura Rubinsteina – prestiżowy konkurs pianistyczny, organizowany od 1974 roku w Tel Awiwie (Izrael) przez The Arthur Rubinstein International Music Society na cześć wybitnego pianisty Artura Rubinsteina.

## Program
Konkurs składa się z trzech etapów, w czasie których uczestnicy grają recitale i koncerty. W programie przewidziano zarówno utwory okresu klasycyzmu, jak też i romantyczne. Jednym z celów konkursu jest promowanie kultury Izraela, dlatego też pianiści są zobowiązani do wykonania wybranego utworu muzyków izraelskich. 

## Laureaci konkursu
| Laureaci |      |                             |                               |                               |                                                                               |                                                                               |                                                                               |
| Edycja   | Rok  | I miejsce                   | II miejsce                    | III miejsce                   | IV miejsce                                                                    | V miejsce                                                                     | VI miejsce                                                                    |
| I        | 1974 | Emanuel Ax                  | Eugen Indjic                  | Janina Fialkowska Seta Tanyel | Brak                                                                          | Brak                                                                          | Brak                                                                          |
| II       | 1977 | Gerhard Oppitz              | Diana Kacso                   | Etsuko Terada                 | Brak                                                                          | Brak                                                                          | Brak                                                                          |
| III      | 1980 | Gregory Allen               | Ian Hobson                    | Jeoffrey Tozer                | Brak                                                                          | Brak                                                                          | Brak                                                                          |
| IV       | 1983 | Jeffrey Kahane              | Chen Hung-kuan                | Xu Feiping                    | Barry Douglas                                                                 | Aleksandr Kuźmin                                                              | Gregorio Nardi                                                                |
| V        | 1986 | Nie przyznano               | Thomas Duis                   | Angela Cheng                  | Brak                                                                          | Brak                                                                          | Brak                                                                          |
| VI       | 1989 | Ian Fountain Benjamin Frith | Nie przyznano                 | Krzysztof Jabłoński           | Pietro de Maria                                                               | Rina Dokshitsky François Killian                                              | Nie przyznano                                                                 |
| VII      | 1992 | Giorgia Tomassi             | Simone Pedroni                | Ilja Itin                     | Ruei-Bin Chen                                                                 | Jakow Kasman Maksim Filippow                                                  | Nie przyznano                                                                 |
| VIII     | 1995 | Aleksander Korsantia        | Sergiej Tarasow               | Ohad Ben-Ari                  | Aleksandar Serdar                                                             | Igor Roma                                                                     | Cedric Tiberghien                                                             |
| IX       | 1998 | Igor Czetujew               | Witalij Samoszko              | Park Jong-gyung               | Margarita Szewczenko                                                          | Filippo Gamba                                                                 | Carlo Guaitoli                                                                |
| X        | 2001 | Kirył Gerstein              | Ferenc Vizi                   | Massimiliano Ferrati          | Ulugbek Palwanow                                                              | Yuma Osaki                                                                    | Henry Wong Doe                                                                |
| XI       | 2005 | Aleksander Gawryluk         | Igor Levit                    | Son Yeol-eum                  | Chen Jie Tatiana Kolesowa                                                     | Sohn Min-soo                                                                  | Nie przyznano                                                                 |
| XII      | 2008 | Nie przyznano               | Hu Ching-yun Roman Rabinowicz | Chatia Buniatiszwili          | David Fung                                                                    | Irina Zaharenkowa                                                             | Inesa Sinkewicz                                                               |
| XIII     | 2011 | Daniił Trifonow             | Borys Giltburg                | Ilja Raszkowski               | Eric Zuber                                                                    | Alexandre Moutouzkine                                                         | Kotaro Fukuma                                                                 |
| XIV      | 2014 | Antonij Baryszewskij        | Steven Lin                    | Cho Seong-jin                 | Tytuły finalistów otrzymali: Leonardo Colafelice, Maria Mazo, Andrejs Osokins | Tytuły finalistów otrzymali: Leonardo Colafelice, Maria Mazo, Andrejs Osokins | Tytuły finalistów otrzymali: Leonardo Colafelice, Maria Mazo, Andrejs Osokins |
| XV       | 2017 | Szymon Nehring              | Daniel Petrica Ciobanu        | Sara Daneshpour               | Tytuły finalistów otrzymali: Jewgienij Jontow, Bruce Liu, Park Jae-hong       | Tytuły finalistów otrzymali: Jewgienij Jontow, Bruce Liu, Park Jae-hong       | Tytuły finalistów otrzymali: Jewgienij Jontow, Bruce Liu, Park Jae-hong       |
| XVI      | 2020 | Juan Pérez Floristán        | Shiori Kuwahara               | Yin Cunmo                     | Tytuły finalistów otrzymali: Ariel Lanyi, Roman Lopatynskyi, Alexia Mouza     | Tytuły finalistów otrzymali: Ariel Lanyi, Roman Lopatynskyi, Alexia Mouza     | Tytuły finalistów otrzymali: Ariel Lanyi, Roman Lopatynskyi, Alexia Mouza     |
| XVII     | 2023 | Kevin Chen                  | Giorgi Gigaszwili             | Yukine Kuroki                 | Tytuły finalistów otrzymali: Elio Cecino, Alberto Ferro, Park Chae-young      | Tytuły finalistów otrzymali: Elio Cecino, Alberto Ferro, Park Chae-young      | Tytuły finalistów otrzymali: Elio Cecino, Alberto Ferro, Park Chae-young      |